# Neil Martin
Neil Martin (nascido em 1 de abril de 1960) é um ex-ciclista britânico, profissional de 1985 a 1960. Representou o Reino Unido em duas edições dos Jogos Olímpicos, em 1980, em Moscou e em 1984, em Los Angeles.